# Comté de Ford (Kansas)
Pour les articles homonymes, voir comté de Ford.
Le comté de Ford est l’un des 105 comtés de l’État du Kansas, aux États-Unis. Il a été fondé le 26 février 1867. Son siège, et plus grande ville, est Dodge City. Selon le recensement de 2000, la population du comté est de 32 458 habitants. 

## Géographie
Le comté a une superficie de 2 847 km², dont 2 845 km²  de terre. 

### Géolocalisation
|                | Comté de Hodgeman | Comté d'Edwards |
| Comté de Gray  | Comté de Ford     | Comté de Kiowa  |
| Comté de Meade | Comté de Clark    |                 |